# Björn Thorsten Leimbach
Björn Thorsten Leimbach (* 1964) ist ein deutscher Therapeut und Autor. Seit 1987 ist Leimbach hauptberuflicher Seminarleiter und Coach für Persönlichkeitsentwicklung.
Björn Leimbach leistete nach dem Abitur seinen Zivildienst in einem landwirtschaftlichen Betrieb mit behinderten Menschen. Anschließend studierte er Pädagogik. Er absolvierte die Ausbildung zum Heilpraktiker (Psychotherapie) und Therapeuten, sowie zum Tantralehrer und Coach. Im Laufe seiner Arbeit machte Björn Leimbach Aus- und Fortbildungen in humanistischer Psychologie, Sexualtherapie, Bioenergetik, Gestalttherapie, NLP, Coaching, Atemtherapie, Zen, Trance-Techniken, Buddhismus, schamanische Retreats und absolvierte Kreativitätstrainings. Er ist lizenzierter Ausbilder in Suggestopädie (DGSL).
Leimbach betreibt zusammen mit Leila Bust das LoveCreation Institut, wo er seit 1987 regelmäßig Seminare und Trainings in den Bereichen Persönlichkeitsentwicklung, Tantra und Partnerschaft leitet. Ein Fokus von Leimbach ist die Persönlichkeitsentwicklung von Männern. Leimbach hat zu diesem Thema mehrere Bücher verfasst, hält Vorträge, und bietet spezielle Männertrainings an, in denen er Männer durch tiefenpsychologische Prozesse und Initiationen führt. In seiner Arbeit betont er die Bedeutung von positiven männlichen Vorbildern und Männerfreundschaften. Er setzt sich für mehr Engagement von Männern bei der Kindererziehung ein, und hat sich dafür starkgemacht, das Wort „Bevaterung“ in den Duden aufzunehmen. Seine Methoden stammen unter anderem aus der Archetypentheorie von C. G. Jung und vom Psychotherapeuten Alexander Lowen.

## Publikationen
- 2007: Männlichkeit leben: Die Stärkung des Maskulinen. Ellert & Richter Verlag, ISBN 978-3-8319-0285-9
- 2009: Tantra: Liebes- und Beziehungstraining für Singles und Paare. (zusammen mit Leila Bust), Ellert & Richter Verlag, ISBN 978-3-8319-0377-1
- 2012: Abenteuer männlicher VerFührung.  Ellert & Richter Verlag, ISBN 978-3-8319-0483-9
- 2012: Springen Sie über Ihren Schatten!: Glück ist keine Glückssache (zusammen mit Leila Bust), Ellert & Richter Verlag, ISBN 978-3-8319-0439-6
- 2013: Warum wir nicht zueinander finden. (zusammen mit Leila Bust), Ellert & Richter Verlag, ISBN 978-3-8319-0530-0
- 2015: Internet-Porno – Die neue Sexsucht: Ein Ratgeber für Männer, Frauen und Eltern., Ellert & Richter Verlag, ISBN 978-3-8319-0595-9
- 2016: Männlichkeit genießen!: Die Freude am Maskulinen, Ellert & Richter Verlag, ISBN 978-3-8319-0638-3
- 2017: Bevaterung: Warum Kinder den Vater brauchen, Ellert & Richter Verlag, ISBN 978-3-8319-0676-5
- 2020: Selbstbestimmt: Gestalte dein Leben (zusammen mit Leila Bust), ISBN 978-3-347-16816-9